# Symphonie no 10 de Henze
Pour les articles homonymes, voir Symphonie no 10.
La Symphonie no 10 est la dixième et dernière des symphonies du compositeur allemand Hans Werner Henze. Elle a été écrite entre 1997 et 2000.
Contrairement à la Symphonie no 9, la dixième a une structure symphonique plus traditionnelle en quatre mouvements. Le premier mouvement, intitulé Ein Sturm (Un orage) est nettement «orageux»; le second, Ein Hymnus (Un hymne) est écrit pour les cordes seules. Le troisième mouvement scherzo, Ein Tanz (Une danse), est dominé par les percussions. Le final, Ein Traum, (Un rêve) conduit à un sommet qui fait appel à l'orchestre au complet.
Les titres des mouvements évoquent les sujets d'inspiration qui leur sont associés plutôt que des références précises.
L'œuvre a été commandée conjointement par Paul Sacher et Simon Rattle. Rattle a créé le seul premier mouvement avec l'Orchestre symphonique de Birmingham en mars 2000 à Birmingham. La création de l'œuvre complète a été faite à Lucerne le 17 août 2002 avec le même orchestre. Henze a dédié la symphonie à Sacher, qui est décédé avant la création.